# تي في 5 موند
تي في 5 موند (بالفرنسية: TV5 Monde) وسابقا كانت تسمى تي في 5 (TV5) هي قناة تلفزية فرنكوفونية دولية ومقرها بباريس في فرنسا، بدأت بثها في يناير 1984، وتذاع في جميع أنحاء العالم من خلال شبكات الإذاعة المختلفة وتبث بثمان نسخ مختلفة حول العالم. يلتقطها على مدار الساعة أكثر من 207 مليون أسرة في أكثر من 200 بلدا وإقليما في جميع أنحاء العالم،
تدعي تي في 5 موند أنها واحدة من أكبر ثلاث شبكات تلفزيونية عالمية متاحة حول العالم، إلى جانب سي إن إن وإم تي في.

تعرضت القناة وشبكتها في 8 أبريل لعملية قرصنة كبيرة (أنظر أسفل المقالة).

## عملية القرصنة
في 8 أبريل 2015، في حوالي الساعة 22:00 (HAEC)، تعرضت القناة لهجوم قرصنة كبير. القراصنة وضعوا صور وعبارات وفيديوهات بروباغاندا على صفحة الفيسبوك الرسمي للقناة، وكذلك سير ذاتية وصور ومعلومات خاصة حول الجنود الفرنسيين المشاركين في العمليات العسكرية المقامة ضد تنظيم الدولة الإسلامية (داعش)، بعد حوالي الساعتين، إستطاعت القناة إعادة السيطرة على صفحتها على الفيسبوك وتويتر. بعد ذلك توقف بث القناة وأغلق موقعها على الأنترنت. شبكة القناة المتكونة من 11 قناة، توقف بثهم بين الساعة 22:00 و1:00. من الغد لم يكن من المتاح الدخول للموقع.

## البرامج
معظم برامجها مأخود من الشبكات الرئيسية في العالم الناطقة باللغة الفرنسية، ولا سيما تليفزيونات فرنسا من فرنسا، RTBF من بلجيكا، RTS من سويسرا، وشبكات راديو كندا وTVA في كندا. وبالإضافة إلى بثها للأخبار الدولية، تي في 5 موند تبث أيضا الدوري الفرنسي 1 والأفلام والمجلات والموسيقى.

## الشبكات
تبث تي في 5 موند من 10 اشارات مختلفة:
- تي في 5 فرنسا وبلجيكا وسويسرا (FBS)
- تي في 5 موند أوروبا
- تي في 5 كيبيك كندا
- تي في 5 موند أفريقيا
- تي في 5 موند أمريكا اللاتينية ومنطقة البحر الكاريبي
- تي في 5 موند الولايات المتحدة الأمريكية
- تي في 5 موند المغرب والشرق الأوسط
- تي في 5 موند المحيط الهادئ
- تي في 5 موند آسيا
- تي في 5 موند الهند وباكستان

## وصلات خارجية
- موقع القناة